# Minettpark Fond-de-Gras

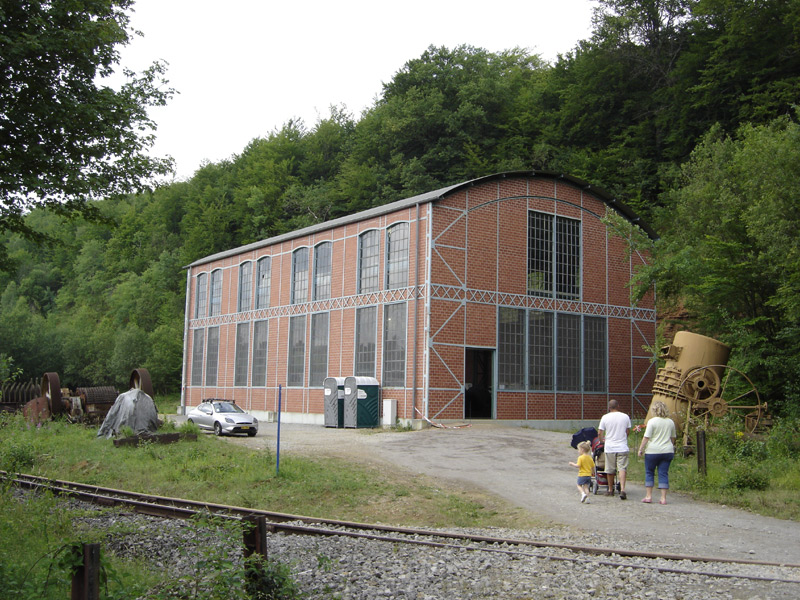
Hall Paul Wurth, det tidigare kraftverket i Fond-de-Gras

Minettpark Fond-de-Gras är ett friluftsmuseum, järnvägsmuseum, industriminne och fritidsområde i kommunerna Pétange och Differdange i kantonen Esch-sur-Alzette i Luxemburg. Minettpark visar ett tidigare malmdistrikt, som omvandlats till ett turist- och fritidsområde.

## Historik
Området, som ligger nära gränserna till Frankrike och Belgien, är en del av den järnmalmsrika Röda jorden, som framför allt ligger i franska Lorraine och sydvästra Luxemburg. Den relativt fattiga järnmalmen började brytas i stor skala under andra hälften av 1800-talet och lade grunden till bland annat en stor stålindustri i kantonen Esch-sur-Alzette i Luxemburg. Från andra hälften av 1900-talet började en övergång inom europeisk stålindustri ske till att utnyttja mer höggradig malm från andra länder, och från 1970-talet började den malmbaserade råstålstillverkningen avvecklas helt och hållet i Luxemburg. Kvar fanns viss elektroståltillverkning samt valsverk och annan vidareförädling.

## Delar av Minnettpark
- Fond-de-Gras, en järnvägsstation med tidigare omlastningsplats för järnmalm
- Lasauvage, en ort som byggts upp som bostadsområde för gruvarbetare
- Train 1900, en normalspårig veteranjärnväg mellan Pétange och Fond-de Gras
- Minièresbunn, en smalspårig veteranjänväg mellan Dhoil och Lasauvage
- Pränzebierg och Giele Grotter, naturreservat, delvis i tidigare dagbrott[1]
- Titelberg, ett keltiskt oppidum
- Le Hall Paul Wurth, det tidigare kraftverket i Fond-de-Gras, uppfört 1913[2]

## Bildgalleri

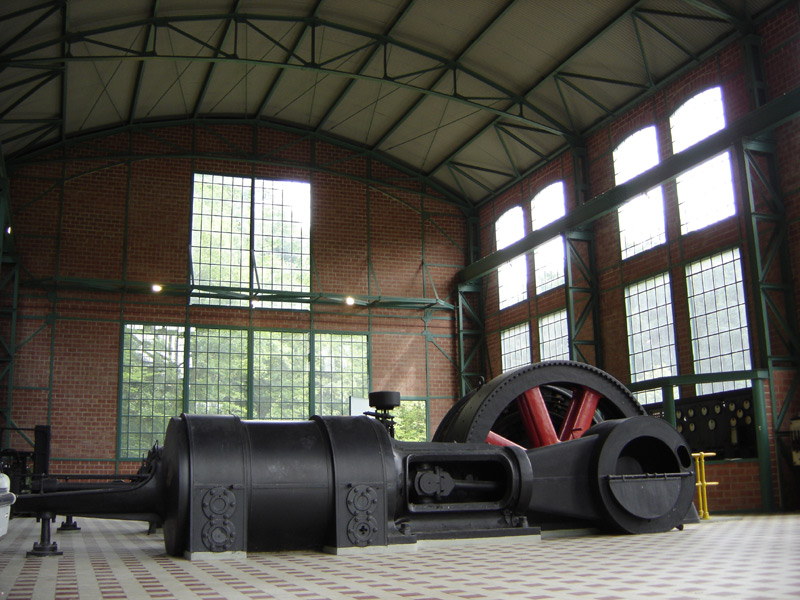
Interiör, kraftverket
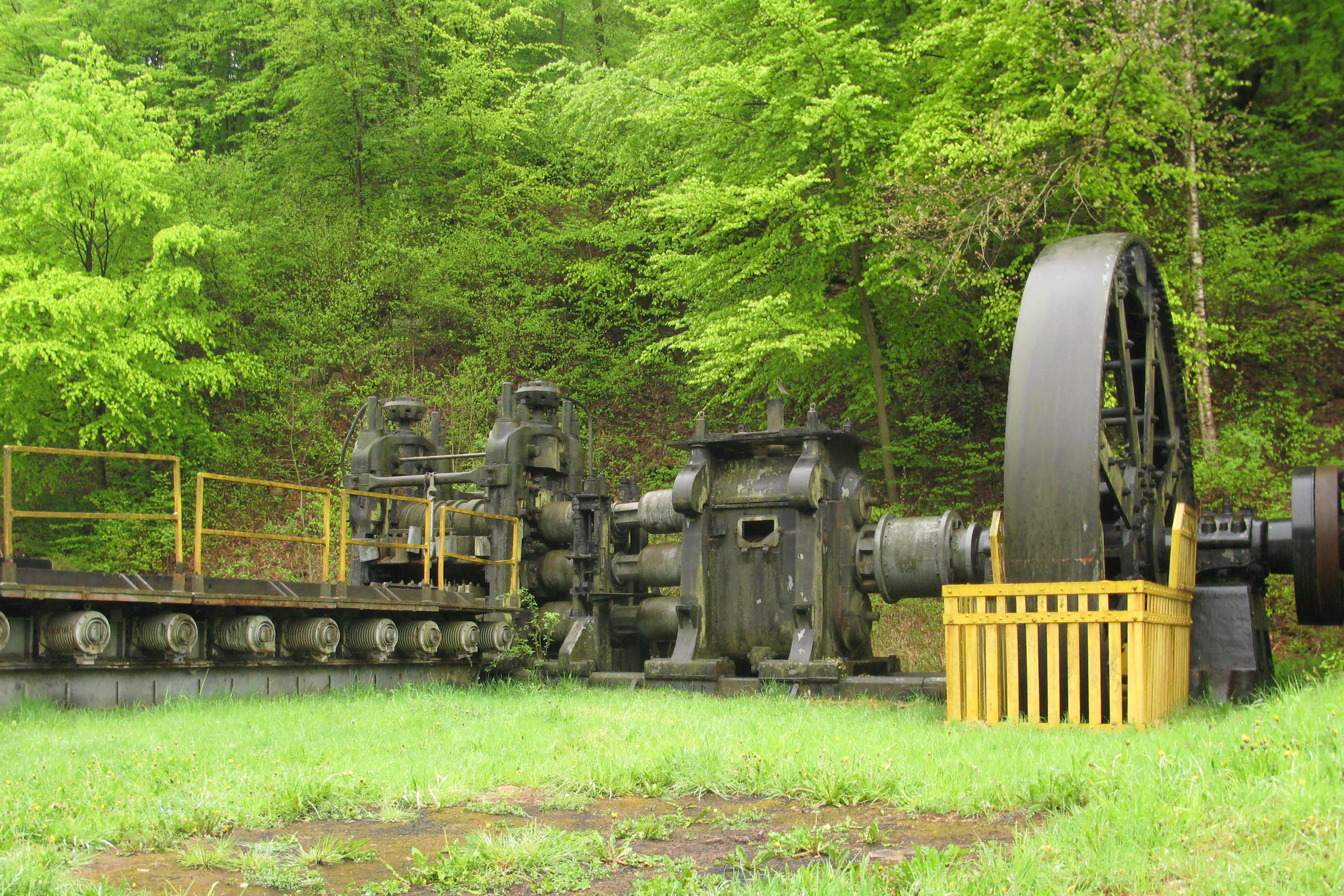
Maskin från Arbeds valsverk "Adolf Emil" i Esch-sur-Alzette/Belval.
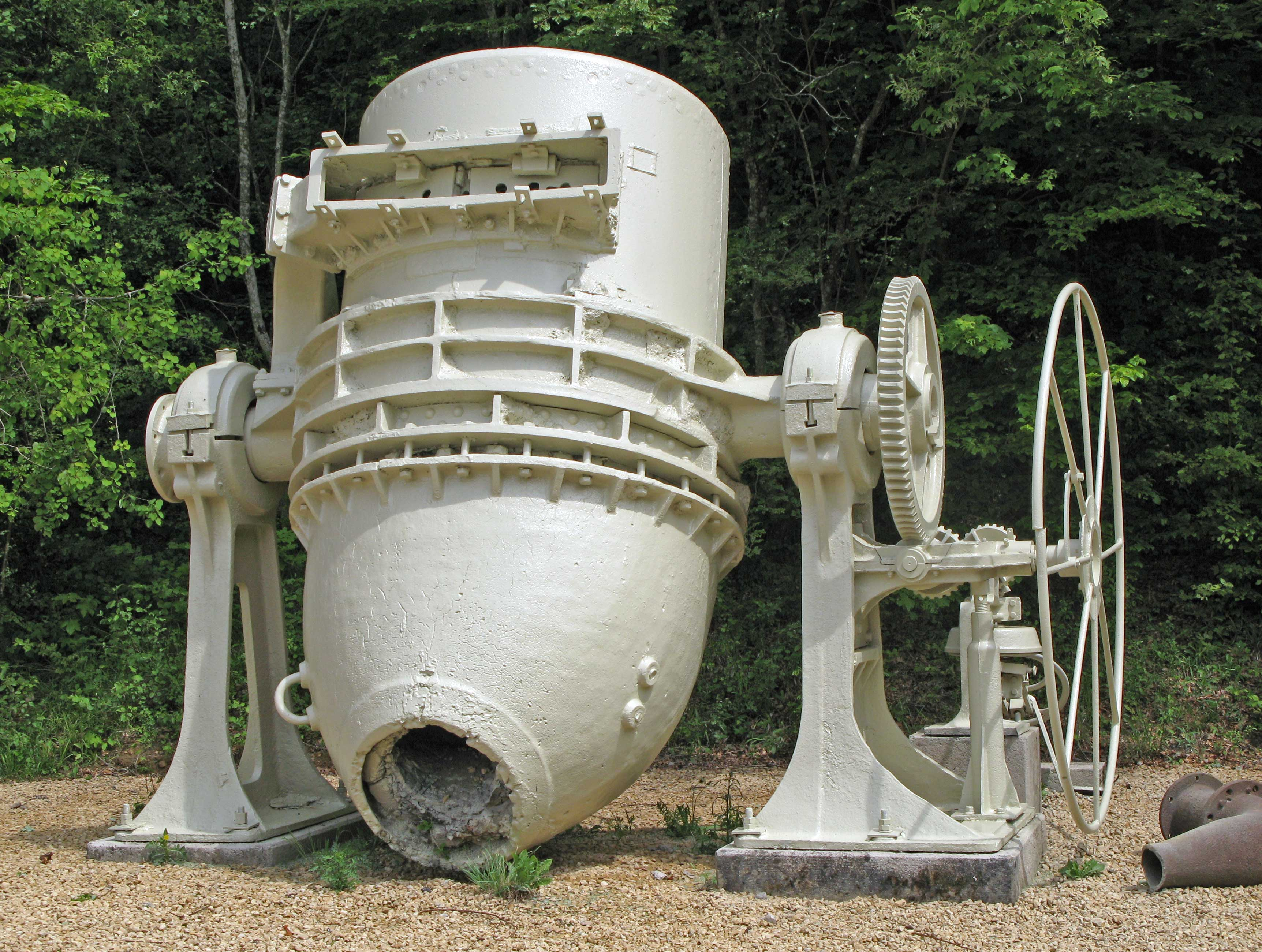
Thomaskonverter, uppställd utanför kraftverket
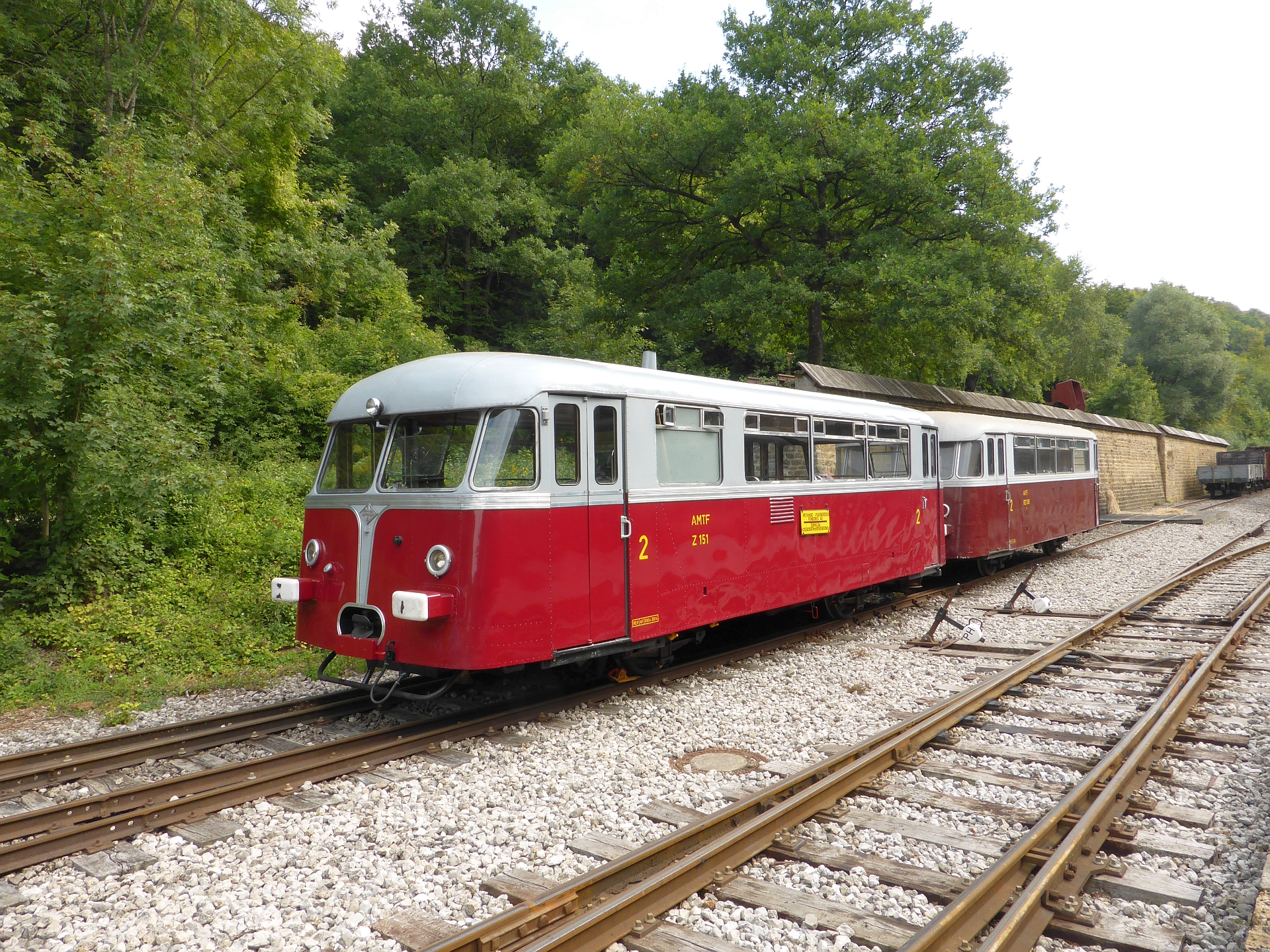
Uerdingenrälsbuss i Fond-de-Gras